# Pere Casacuberta Camps
Pere Casacuberta Camps (Vic, Osona, 12 d'abril de 1965) és un atleta català especialitzat en camp a través i en curses de fons.
Comença a fer atletisme amb nou anys, i ben aviat s'afegí a entrenar a les files del Club Atlètic Vic, on desenvolupà tota la seva carrera. Després que el 1983 es proclamés campió estatal juvenil de cros, l'any següent obtingué els títols català, espanyol i mundial júnior de camp a través. Fou el darrer atleta blanc i europeu que guanyà aquesta prova internacional, amb 18 anys i que va vèncer a l'hipòdrom de Meadowlands, a Nova York, quan davant 17.418 espectadors es va imposar en vuit quilòmetres amb un temps de 21:32, dos segons per davant de l'etíop Doju Tessema i amb cinc d'avanç sobre el canadenc John Castellà. Mentre competia, Casacuberta treballava vuit hores a l'empresa Tarradellas, tal com anteriorment ho havia fet en el camp, ajudant els seus pares. Va demanar la seva empresa un permís no remunerat de dues setmanes per poder preparar l'última fase dels Mundials. Uns mesos després de guanyar aquella competició, Casacuberta va patir un accident en el seu lloc de treball, quan una màquina li va destrossar un peu. No va poder tornar a ser un corredor d'elit. Malgrat aquest fet, va tornar a la competició, però ara en l'àmbit popular, competint en curses com la Cursa d'El Corte Inglés que va guanyar els anys 1984 i 1986, i en altres competicions que li comportaren dos títols de campió català de 10.000 metres els anys 1987 i 1991, i un de cros per equips, amb el Club Atlètic Vic el 1994. El cros de la capital osonenca duu el seu nom.

## Palmarès
Campionat de Catalunya
- 10.000 metres llisos: 1987, 1991

Campionat del Món Júnior
- Cros: 1984